# 데토역
데토역(일본어: 出戸駅, でとえき)은 일본 오사카부 오사카시 히라노구에 있는 오사카 시영 지하철의 철도역이다. 다니마치선 연장 공사 기간 중의 가칭 역명은 쇼키치역으로 되어 있었지만,「나가요시데토」의 지명이 역의 북쪽으로 존재하기 때문에, 데토역이 되었다.

## 개요 및 역 구조
섬식 1면 2선의 승강장이 있는 지하역이다. 개찰구는 1개 뿐이다.

### 승강장
| 1 | ■ 다니마치 선 | 야오미나미 방면                                  |
| 2 | ■ 다니마치 선 | 덴노지 · 덴마바시 · 히가시우메다 · 다이니치 방면 |

## 역세권 정보
- 나가스미 종합 병원
- 히가시 구청 나가스미 출장소
- 데토 버스 터미널
- 오사카 시 히라노 구민 센터
- 나가스미 공원
- 나가하라 유적지
- 카나쓰카야마 고분

## 역사
- 1980년 11월 27일: 다니마치 선 덴노지 ~ 야오미나미 간 영업 개시.
- 1989년: 데토 역과 데토 버스터미널에 버스·지하철 승계 안내 시스템을 설치.

## 사진

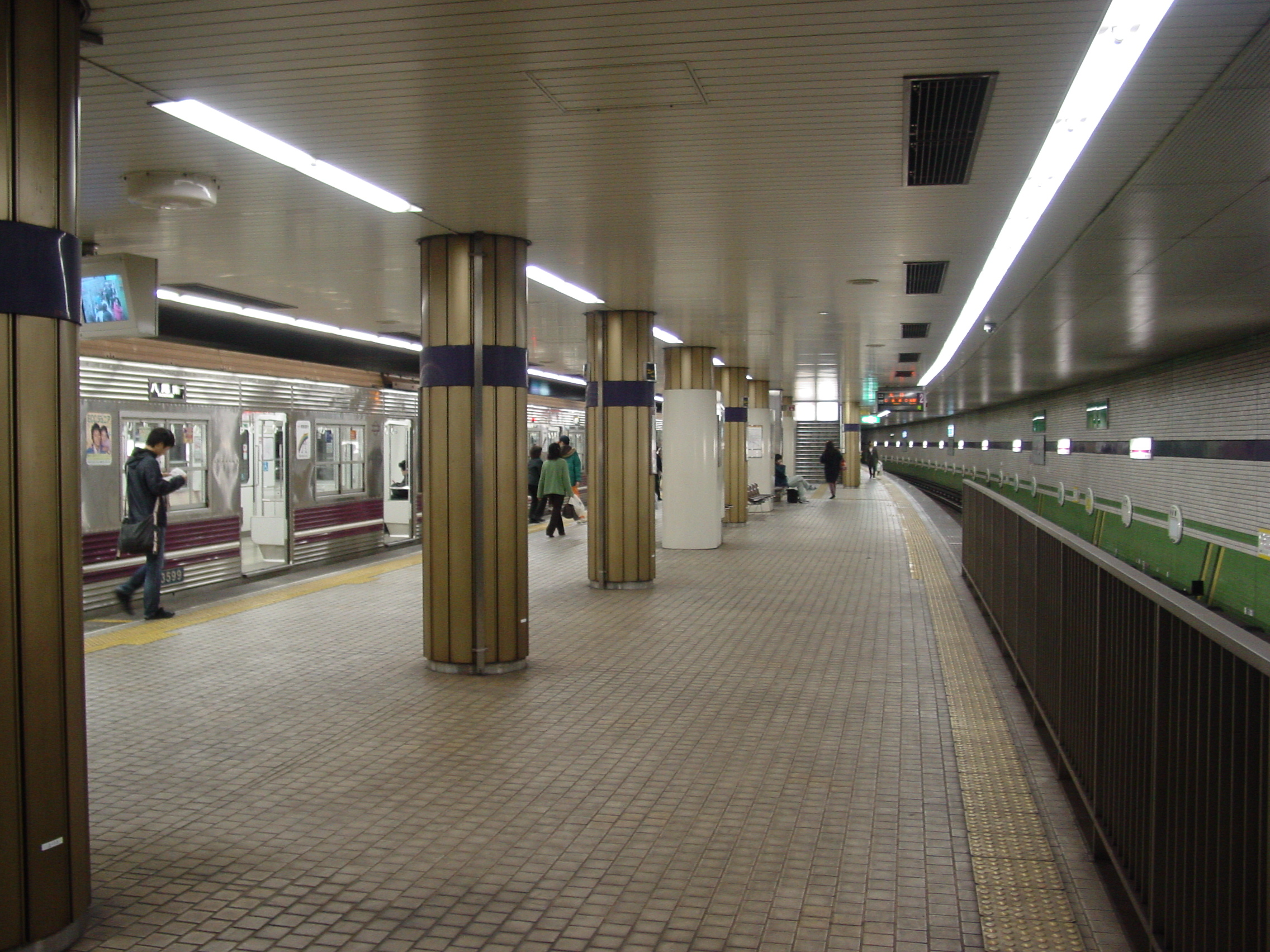
승강장

## 인접역
| ■ 오사카 메트로 다니마치선     | ■ 오사카 메트로 다니마치선  | ■ 오사카 메트로 다니마치선   |
| ------------------------------ | --------------------------- | ---------------------------- |
| T33 기레우리와리 다이니치 방면 | ■ 오사카 지하철 다니마치 선 | 나가하라 T35 야오미나미 방면 |